# Nati nel 1933/Maggio
| Questa pagina contiene informazioni ricavate automaticamente dalle voci biografiche con l'ausilio del template Bio e di un bot. L'aggiornamento è periodico e automatico e ricostruisce completamente la pagina. Se manca una persona in questa lista, sei pregato di non aggiungerla, ma accertati piuttosto che la sua voce biografica contenga il template Bio e che i dati anagrafici siano correttamente compilati. Se il template Bio manca, inseriscilo tu stesso o, in alternativa, metti l'avviso {{tmp\|Bio}} che ne segnala la mancanza. Se i dati riportati sono sbagliati, correggi direttamente la voce biografica; le modifiche saranno visibili in questa lista entro pochi giorni. Per chiarimenti vedi il progetto biografie. La lista contiene solo le 189 persone che sono citate nell'enciclopedia e per le quali è stato implementato correttamente il template Bio. Pagina aggiornata al 18 ago 2025. |

- 1º maggio - Costantino Berlenghi, generale italiano († 2024)
- 1º maggio - Michel Camdessus, economista francese
- 1º maggio - Stefano Maria Manelli, religioso italiano
- 2 maggio - Celeste Caeiro, operaia portoghese († 2024)
- 2 maggio - Ṣabāḥ Faḵrī, cantante siriano († 2021)
- 2 maggio - Umberto Leanza, giurista italiano († 2022)
- 2 maggio - Leonardo Vecchiet, medico italiano († 2007)
- 3 maggio - Giorgio Bracardi, comico, cabarettista e attore italiano
- 3 maggio - James Brown, cantante statunitense († 2006)
- 3 maggio - Alex Cord, attore statunitense († 2021)
- 3 maggio - Amédée Domenech, rugbista a 15, attore e politico francese († 2003)
- 3 maggio - Domenico Gnoli, pittore, illustratore e scenografo italiano († 1970)
- 3 maggio - Ernest Severn, attore statunitense († 1987)
- 3 maggio - Steven Weinberg, fisico statunitense († 2021)
- 3 maggio - Imants Ziedonis, scrittore lettone († 2013)
- 3 maggio - Carlo d'Ippolito di Sant'Ippolito, dirigente d'azienda italiano († 2022)
- 4 maggio - Mario Boccalatte, calciatore italiano († 2021)
- 4 maggio - Michel-Paul Giroud, illustratore francese († 2011)
- 4 maggio - Augusto Graziani, economista e politico italiano († 2014)
- 4 maggio - Charles MacKay, ex calciatore maltese
- 4 maggio - Arrigo Pacchi, storico della filosofia italiano († 1989)
- 5 maggio - Hugh Gerhardi, calciatore sudafricano († 1985)
- 5 maggio - Zoltán Judik, ex cestista ungherese
- 5 maggio - Igor' Kaškarov, ex altista sovietico
- 5 maggio - Manuel Mirabal, trombettista cubano († 2024)
- 5 maggio - Giorgio di Sant'Angelo, stilista argentino († 1989)
- 5 maggio - Tan Howe Liang, sollevatore singaporiano († 2024)
- 5 maggio - Ratnasiri Wickremanayake, politico singalese († 2016)
- 5 maggio - Hilton de Almeida, pallanuotista brasiliano († 1997)
- 6 maggio - Sebastiano Burgaretta Aparo, politico italiano († 2023)
- 6 maggio - Juanita Castro, attivista e agente segreta cubana († 2023)
- 6 maggio - Ken Hawkes, calciatore inglese († 2015)
- 6 maggio - Vittorio Pomilio, cestista italiano († 2024)
- 6 maggio - Umberto Savoia, pittore italiano († 2006)
- 6 maggio - José Luis Sérsic, astronomo argentino († 1993)
- 6 maggio - Matteo Silini, rugbista a 15, ingegnere e dirigente d'azienda italiano († 2007)
- 6 maggio - Aino Värk, ex cestista e allenatrice di pallacanestro sovietica
- 7 maggio - Gianfranco Caniggia, architetto italiano († 1987)
- 7 maggio - Gordon Davidson, regista statunitense († 2016)
- 7 maggio - Nexhmije Pagarusha, cantante lirica e attrice kosovara († 2020)
- 7 maggio - Roger Perry, attore statunitense († 2018)
- 7 maggio - Johnny Unitas, giocatore di football americano statunitense († 2002)
- 7 maggio - Gabriele Varano, musicista italiano
- 8 maggio - Albert Markov, violinista, docente e compositore russo
- 8 maggio - David Michael Metcalf, numismatico britannico († 2018)
- 8 maggio - Takeo Sugiyama, ex cestista giapponese
- 9 maggio - André Gounelle, teologo francese († 2025)
- 10 maggio - Liliana De Curtis, scrittrice italiana († 2022)
- 10 maggio - Françoise Fabian, attrice francese
- 10 maggio - Barbara Taylor Bradford, scrittrice e giornalista britannica († 2024)
- 10 maggio - Chikage Ōgi, politica e attrice giapponese († 2023)
- 11 maggio - Eduardo Coutinho, regista e giornalista brasiliano († 2014)
- 11 maggio - Louis Farrakhan, religioso statunitense
- 11 maggio - Mychal Judge, francescano statunitense († 2001)
- 11 maggio - Carlos Lyra, cantante, compositore e chitarrista brasiliano († 2023)
- 11 maggio - Anna Marguerite McCann, archeologa e storica dell'arte statunitense († 2017)
- 11 maggio - Nian Weisi, allenatore di calcio e ex calciatore cinese
- 11 maggio - Aldo Loris Rossi, architetto italiano († 2018)
- 11 maggio - Sagar Sarhadi, sceneggiatore e regista indiano († 2021)
- 12 maggio - Alberto Baumann, giornalista, scrittore e pittore italiano († 2014)
- 12 maggio - Luka Lipošinović, calciatore jugoslavo († 1992)
- 12 maggio - Stephen Vizinczey, scrittore ungherese († 2021)
- 12 maggio - Andrej Andreevič Voznesenskij, poeta russo († 2010)
- 13 maggio - Custode Fioriello, politico italiano
- 14 maggio - Charles Antrobus, politico sanvincentino († 2002)
- 14 maggio - Vladas Douksas, calciatore uruguaiano († 2007)
- 14 maggio - Giuseppe Farese, germanista e traduttore italiano
- 14 maggio - László Kovács, fotografo e direttore della fotografia ungherese († 2007)
- 14 maggio - Vladimiro Missaglia, fumettista, architetto e editore italiano († 2008)
- 14 maggio - Siân Phillips, attrice britannica
- 15 maggio - Sveinung Aarnseth, calciatore norvegese († 2019)
- 15 maggio - Peter Broadbent, calciatore inglese († 2013)
- 15 maggio - Zakkula Govindarajulu, statistico indiano († 2010)
- 15 maggio - Marianne Hold, attrice tedesca († 1994)
- 15 maggio - Jūzō Itami, attore, regista e produttore cinematografico giapponese († 1997)
- 15 maggio - Dick Keith, calciatore nordirlandese († 1967)
- 15 maggio - Vincenzo Lorenzelli, chimico e nuotatore italiano († 2025)
- 15 maggio - Johann Maier, teologo e biblista austriaco († 2019)
- 15 maggio - Nello Pazzafini, attore e stuntman italiano († 1996)
- 15 maggio - Ursula Schleicher, politica tedesca
- 15 maggio - Jan Swantek, vescovo vetero-cattolico statunitense († 2022)
- 16 maggio - Irving Greenberg, rabbino, filosofo e educatore statunitense
- 17 maggio - Elena Gorčakova, giavellottista sovietica († 2002)
- 17 maggio - Daniel Schinasi, pittore italiano († 2021)
- 17 maggio - Thérèse Steinmetz, cantante olandese
- 17 maggio - Jean Vautrin, scrittore, regista e sceneggiatore francese († 2015)
- 18 maggio - Viktor Bušuev, sollevatore sovietico († 2003)
- 18 maggio - Bernadette Chirac, politica francese
- 18 maggio - Haradanahalli Doddegowda Deve Gowda, politico indiano
- 18 maggio - Silvano Magheri, calciatore italiano († 2014)
- 18 maggio - Ronald I. Meshbesher, avvocato e giurista statunitense († 2018)
- 18 maggio - Jack Stephens, cestista statunitense († 2011)
- 19 maggio - Edward De Bono, saggista e psicologo maltese († 2021)
- 19 maggio - Antón García Abril, compositore spagnolo († 2021)
- 19 maggio - Silvana Lazzarino, ex tennista italiana
- 19 maggio - Sérgio Paranhos Fleury, ufficiale brasiliano († 1979)
- 19 maggio - Clem Sacco, cantautore italiano († 2024)
- 20 maggio - Edmond Y. Farhat, arcivescovo cattolico libanese († 2016)
- 20 maggio - Franco Prete, scrittore e poeta italiano († 2008)
- 20 maggio - Constance Towers, attrice statunitense
- 21 maggio - Maurice André, trombettista francese († 2012)
- 21 maggio - Aleksandr Berkutov, canottiere sovietico († 2012)
- 21 maggio - Umberto Colombo, calciatore italiano († 2021)
- 21 maggio - Richard Libertini, attore statunitense († 2016)
- 21 maggio - Evgenij Minaev, sollevatore sovietico († 1993)
- 21 maggio - Gonzalo Puyat, dirigente sportivo filippino († 2013)
- 21 maggio - Toivo Salonen, pattinatore di velocità su ghiaccio finlandese († 2019)
- 21 maggio - Ray Sambrook, calciatore inglese († 1999)
- 22 maggio - Chen Jingrun, matematico cinese († 1996)
- 22 maggio - Emilian Dobrescu, economista e compositore di scacchi rumeno
- 22 maggio - Attilio Galassini, calciatore italiano († 2002)
- 22 maggio - Irina Aleksandrovna Kolpakova, ex ballerina russa
- 22 maggio - Juan Carlos Leiva, calciatore uruguaiano
- 22 maggio - John Mayasich, ex hockeista su ghiaccio statunitense
- 22 maggio - Ray Straw, calciatore inglese († 2001)
- 22 maggio - Henry Wright, cantante e attore statunitense
- 23 maggio - Othon Bastos, attore brasiliano
- 23 maggio - Gerrit Braks, politico e agronomo olandese († 2017)
- 23 maggio - John Browning, pianista statunitense († 2003)
- 23 maggio - Joan Collins, attrice e socialite britannica
- 23 maggio - Sergio Gonella, arbitro di calcio italiano († 2018)
- 23 maggio - Shōzō Iizuka, doppiatore giapponese († 2023)
- 23 maggio - Robert Warren Miller, imprenditore e velista statunitense
- 23 maggio - Alberto Natusch Busch, politico e militare boliviano († 1994)
- 23 maggio - Ceija Stojka, scrittrice, pittrice e attivista austriaca († 2013)
- 24 maggio - Attilio Busseti, politico italiano († 2024)
- 24 maggio - Joe Byrd, musicista statunitense († 2012)
- 24 maggio - Elisa Debenedetti, storica dell'arte italiana († 2024)
- 24 maggio - Germano Longo, attore e doppiatore italiano († 2022)
- 24 maggio - Giancarlo Rittmeyer, topografo italiano († 1963)
- 24 maggio - József Zsámboki, calciatore ungherese († 2011)
- 25 maggio - Jindřich Brabec, compositore, arrangiatore e musicista cecoslovacco († 2001)
- 25 maggio - Elaine Fantham, latinista e critica letteraria britannica († 2016)
- 25 maggio - Roberto Fleitas, calciatore e allenatore di calcio uruguaiano († 2024)
- 25 maggio - Heriberto Hermes, vescovo cattolico statunitense († 2018)
- 25 maggio - Ken Jacobs, regista statunitense
- 25 maggio - Romual'd Klim, martellista sovietico († 2011)
- 25 maggio - Aldo Massasso, attore italiano († 2013)
- 25 maggio - Basdeo Panday, politico e sindacalista trinidadiano († 2024)
- 25 maggio - Maria Semczyszak, ex slittinista polacca
- 25 maggio - Jógvan Sundstein, politico faroese († 2024)
- 25 maggio - Paolo Ungari, politico italiano († 1999)
- 26 maggio - Giorgio Calò, politico italiano
- 26 maggio - Rudi Falkenhagen, attore olandese († 2005)
- 26 maggio - Brenno Fiumali, illustratore, grafico e fumettista italiano († 2006)
- 26 maggio - Jean Graczyk, ciclista su strada e pistard polacco († 2004)
- 26 maggio - Alexandru Meszaros, calciatore romeno († 2016)
- 26 maggio - Carmen Scarpitta, attrice italiana († 2008)
- 26 maggio - George Schaller, etologo e biologo statunitense
- 27 maggio - Antonino Buttitta, antropologo e politico italiano († 2017)
- 27 maggio - Antonio Danieli, ex rugbista a 15 italiano
- 27 maggio - Jane Elliott, insegnante e attivista statunitense
- 27 maggio - Gerald Feinberg, fisico statunitense († 1992)
- 27 maggio - George Jones, ex calciatore maltese
- 27 maggio - Uña Ramos, flautista e compositore argentino († 2014)
- 27 maggio - Giulio Scapaticci, pittore italiano († 2006)
- 27 maggio - Manfred Sommer, fumettista spagnolo († 2007)
- 28 maggio - Dino Baccheretti, calciatore italiano († 2014)
- 28 maggio - Ružena Bajcsy, ingegnera e informatica cecoslovacca
- 28 maggio - Juan José Balzi, pittore, disegnatore e pubblicitario argentino († 2017)
- 28 maggio - Chen Tsu-li, ex cestista taiwanese
- 28 maggio - Dan Erez, cestista e allenatore di pallacanestro israeliano († 2015)
- 28 maggio - Jim Hogan, maratoneta britannico († 2015)
- 28 maggio - John Karlen, attore statunitense († 2020)
- 28 maggio - Tom Price, ex canottiere statunitense
- 28 maggio - Zelda Rubinstein, attrice statunitense († 2010)
- 28 maggio - Alfredo Zagano, ciclista su strada italiano († 2015)
- 29 maggio - Abd al-Rahman Munif, scrittore giordano († 2004)
- 29 maggio - Roberto Guicciardini, regista teatrale italiano († 2017)
- 29 maggio - Paul Khoarai, vescovo cattolico lesothiano († 2012)
- 29 maggio - Tarquinio Provini, pilota motociclistico italiano († 2005)
- 29 maggio - Nikola Pădevski, scacchista bulgaro († 2023)
- 29 maggio - Helmuth Rilling, direttore di coro e docente tedesco
- 29 maggio - Miroslav Vondřička, allenatore di pallacanestro ceco
- 29 maggio - Nick Whitehead, velocista britannico († 2002)
- 29 maggio - William Yorzyk, nuotatore statunitense († 2020)
- 30 maggio - Sergio Citti, regista e sceneggiatore italiano († 2005)
- 30 maggio - Bob Mattick, cestista statunitense († 2018)
- 30 maggio - Jill Perryman, attrice, cantante e ballerina australiana
- 30 maggio - Kari Rahkamo, triplista e politico finlandese († 2023)
- 30 maggio - Stefano Rodotà, giurista e politico italiano († 2017)
- 30 maggio - Perfecto Rodríguez, calciatore e allenatore di calcio argentino († 2013)
- 31 maggio - Miklós Ambrus, pallanuotista ungherese († 2019)
- 31 maggio - Ander Amonn, imprenditore e dirigente sportivo italiano († 2014)
- 31 maggio - Madeleine Bordallo, politica e personaggio televisivo statunitense
- 31 maggio - Carlene King Johnson, modella statunitense († 1969)
- 31 maggio - Norman Solomon, rabbino e filosofo britannico
- 31 maggio - Jiří Tetiva, ex cestista cecoslovacco
- 31 maggio - Abraham Udovitch, islamista canadese